# PanamPride Football Club
PanamPride Football Club anciennement connu sous le nom des Panamboyz & Girlz United, est un club de football parisien mixte et inclusif, créé en 2013. En tant qu'association à but non lucratif, le club promeut la diversité et lutte contre toutes formes de discriminations, notamment l'homophobie, le racisme, le sexisme, l'antisémitisme, tant dans le football qu'au-delà. Son slogan est « Soyons fiers de nos différences, elles font notre richesse ».

## Club
Pour symboliser leur positionnement, ses joueuses et joueurs jouent leurs matches avec des lacets arc-en-ciel. Le PanamPride Football Club est membre de la Fédération Sportive Gaie et Lesbienne (FSGL) et de Paris 2018 qui organisa les 10e Gay Games à Paris en août 2018 (la compétition de football était directement organisée par le PanamPride Football Club). En 2015, le club a reçu le prix UNFP / Peace and Sport pour l'opération « Fiers de nos différences » menée en Ligue 1 et Ligue 2.
Lors de la saison
Le club compte plusieurs équipes :
- Équipes féminines : Deux équipes à 7 évoluent dans le championnat Île-de-France de la Fédération Sportive et Gymnique du Travail (FSGT).
- Équipes masculines : Trois équipes masculines, dont deux à 7 et une à 11. L'équipe à 11 dispute le championnat du vendredi de la Fédération Loisirs Amateur (FLA) en 1ère division, tandis que les deux équipes à 7 évoluent en 3ème et 4ème division de foot à 7 en semaine, en FLA.

## Actions et campagnes

### Belleville Championne Ligue
Dans le cadre du projet « Paris Sportives » lancé par la Mairie de Paris, le PanamPride Football Club organise depuis 2021 des ateliers hebdomadaires gratuits de football destinés aux jeunes filles de 6 à 14 ans dans les terrains d'éducation physique (TEP) et les squares en accès libre à Belleville, au 19e arrondissement de Paris. Ce projet, nommé Belleville Championne Ligue, vise à promouvoir le football auprès des filles afin de favoriser leur présence sur le terrain et la réappropriation des espaces publics. L’initiative s’inscrit dans le dispositif « Paris Sportives » de la Ville de Paris, en prévision des Jeux Olympiques de 2024.

### Tournoi International de Paris (TIP)
Depuis 2013, le club organise le tournoi de football du Tournoi International de Paris (TIP) co-organisé avec le Football Club Paris Arc-en-Ciel, qui réunit environ 400 participants. Ce tournoi vise à encourager la pratique sportive sans discrimination et à lutter contre la LGBT-phobie dans le sport .

### Campagne «Soyons fiers de nos différences»
Le PanamPride Football Club est à l'origine de la campagne nationale « Soyons fiers de nos différences » lancée conjointement par la Ligue de football professionnel (LFP) et l'Union des clubs professionnels de football (UCPF) lors des 10e journée de Ligue 1 et 11e journée de Ligue 2, du 17 au 20 octobre 2014. L'opération a été renouvelé du 28 au 30 janvier 2016, à l'occasion de la 23e journée de Ligue 1 et Ligue 2. À cette occasion, les joueurs de Ligue 1 et de Ligue 2 ont pour la première fois porté des lacets arc-en-ciel, à l'exemple du PanamPride. La campagne  a été mise en place dans les 330 établissements sportifs de la ville de Paris et primée lors des trophées UNFP 2015 par le prix Peace and Sport.
Le club a mené diverses actions en coopération avec la LFP, notamment en octobre 2023, où le club a accueilli Kévin N'Doram, joueur de football du FC Metz pour une séance d'entraînement commune, à la suite d'une injure homophobe proférée par le joueur .
Cependant, à partir de 2024, le PanamPride Football Club a décidé de se désolidariser de la LFP en raison de leur décision de ne plus faire porter les maillots arc-en-ciel aux joueurs en Ligue 1 et en Ligue 2.

### Appel à projets de la Fédération Française de Football (FFF)
En 2024, le PanamPride Football Club, en partenariat avec SOS Homophobie et le Football Club Paris Arc-en-Ciel, a remporté l'appel à projets de la Fédération Française de Football (FFF). À l'horizon 2026, la FFF souhaite déployer un réseau de référents dans toutes ses structures pour lutter contre les violences, le racisme, l'homophobie, et toutes formes de discriminations. La FFF prévoit de former ces référents à la gestion de ces situations, en particulier au sein de leur structure.
La FFF souhaite également accompagner les clubs de niveau national et leurs supporters, ainsi que les groupes de supporters des Équipes de France, en proposant des ateliers de sensibilisation à la lutte contre le racisme, l'homophobie et les LGBT-phobies. Ces ateliers seront interactifs, avec des exemples concrets ou mises en situation traitées collectivement, visant à exposer les notions essentielles du milieu LGBT+ et à donner à chacun une culture commune pour comprendre l’origine des discriminations liées à l’orientation sexuelle et/ou l’identité de genre, afin de mieux les neutraliser.

## Président d'Honneur
Début 2015, Jean Vuillermoz, administrateur de l'Agence Éducation par le Sport et ancien adjoint aux sports de la Mairie de Paris, a été nommé Président d'Honneur du PanamPride Football Club.